# 라구아트주

라구아트주

라구아트주(아랍어: ولاية الأغواط)는 알제리 중부에 위치한 주로, 주도는 라구아트이며 면적은 25,057km2, 인구는 477,328명(2008년 기준)이다. 주 이름은 아랍어로 "오아시스"를 뜻한다.